# Cunevo
Cunevo – miejscowość i gmina we Włoszech, w regionie Trydent-Górna Adyga, w prowincji Trydent.
Według danych na rok 2004 gminę zamieszkiwało 546 osób, 109,2 os./km².
1 stycznia 2016 gmina została zlikwidowana i wraz z dwoma innymi gminami utworzono nową gminę Contà.